# Hogan Bassey
Hogan Bassey, ps. Kid, właśc. Okon Bassey Asuquo MBE (ur. 3 czerwca 1932 w Calabar, zm. 26 stycznia 1998 w Lagos) – nigeryjski bokser, zawodowy mistrz świata w wadze piórkowej.
Rozpoczął karierę boksera zawodowego w 1949. Od 1952 walczył w Wielkiej Brytanii, głównie w Liverpoolu. W 1955 zdobył tytuł zawodowego mistrza Imperium Brytyjskiego w wadze piórkowej.
24 czerwca 1957 w Paryżu stoczył pojedynek o tytuł mistrza świata wagi piórkowej, wakujący po rezygnacji Sandy’ego Saddlera. Jego przeciwnikiem był faworyzowany Francuz Chérif Hamia. Bassey zaliczył nokdaun w 2. rundzie, ale potem przeważał i wygrał przez techniczny nokaut w 10. rundzie. Został w ten sposób pierwszym zawodowym mistrzem świata pochodzącym z Nigerii. Obronił tytuł 1 kwietnia 1958 w Los Angeles, wygrywając ze znanym z niezwykle silnego ciosu Ricardo Moreno przez nokaut w 3. rundzie. 20 września tego roku w Bostonie pokonał byłego mistrza świata Williego Pepa przez techniczny nokaut w 9. rundzie.
18 marca 1959 w Los Angeles Bassey zmierzył się w obronie tytułu z Daveyem Moore’em. Został poddany po zakończeniu 13. rundy. Również w walce rewanżowej 18 sierpnia tego roku w Los Aggeles Moore wygrał przez poddanie w 11. rundzie. Była to ostatnia walka Basseya.
Bassey otrzymał Order Imperium Brytyjskiego w 1959. Po zakończeniu kariery pracował jako dyrektor wychowania fizycznego i trener bokserski w Nigerii. Prowadził m.in. reprezentację bokserską Nigerii na igrzyskach olimpijskich w 1980. Zmarł w Apapa w Lagos.